# Ruika Sato
Ruika Sato –en japonés, 佐藤 瑠香, Sato Ruika– (27 de marzo de 1992) es una deportista japonesa que compite en judo. Ganó una medalla de oro en los Juegos Asiáticos de 2018, en la categoría de –78 kg.

## Palmarés internacional
| Juegos Asiáticos | Juegos Asiáticos    | Juegos Asiáticos | Juegos Asiáticos |
| Año              | Lugar               | Medalla          | Categoría        |
| ---------------- | ------------------- | ---------------- | ---------------- |
| 2018             | Yakarta (Indonesia) | Medalla de oro   | –78 kg           |